# IC 1556
IC 1556 је ознака објекта на координатама са ректансцензијом 0h 35m 6,0s и деклинацијом - 9° 34" 0'. Открио га је Луис Свифт, 10. септембра 1895. Каснијим посматрањима на том положају није уочен никакав астрономски објекат.